# Gévai Csilla
Gévai Csilla (Budapest, 1974. október 13. –) író, képzőművész.

## Élete
1994-ben érettségizett a budapesti Vörösmarty Mihály Gimnázium irodalom-dráma tagozatán. 2001-ben magyar nyelv és irodalom szakon, 2003-ban kulturális antropológia szakon szerzett diplomát az Eötvös Loránd Tudományegyetemen. 2002-ben a londoni Golders Green College ösztöndíjasa.
2003-ban 17 grafikájával illusztrálva jelenik meg az Élet és Irodalom augusztus 8-ai száma. 2005-től kezdve dolgozik együtt Berg Judittal, akinek három könyvét illusztrálja. 2007-ben fődíjat nyer az Aranyvackor pályázaton Holdfényszüret című, saját illusztrációival ellátott meséjével. 2010-ben a hét grafikusa a hg.hu-n Archiválva 2013. május 12-i dátummal a Wayback Machine-ben. 2011-ben jelenik meg első könyve Nagyon Zöld Könyv címmel a Pagony Kiadónál. 2012-ben pedig ugyanitt kerül kiadásra Holdfényszüret című első mesekönyve. 2013-ban jelenik meg Amíg utazunk c. mesekönyve Baranyai András illusztrációival.
Két gyermek édesanyja. Szívügye a környezetvédelem és az eszkimó kultúra.

## Művei
Íróként és illusztrátorként:
- Nagyon Zöld Könyv (2011)
- Holdfényszüret (2012)
- Nagyon zöld munkafüzet (2014)
- Lídia, 16 (2014)
- Lídia, 17 (2015)

Íróként:
- Amíg utazunk (2013)
- Amíg zötyögünk (2014)
- Amíg repülünk (2015)
- Amíg olvasunk; Pagony, Bp., 2016 (Most én olvasok!)
- Amíg kirándulunk; Pagony, Bp., 2016 (Most én olvasok!)
- Amíg nyaralunk; Pagony, Bp., 2017 (Most én olvasok!)

Illusztrátorként:
- Berg Judit: Mesék a Tejúton túlról (2007)
- Berg Judit: Meseleves (2011)
- Berg Judit: Hisztimesék (2010)
- Kácsor Loránd: Greenbird. Magyar-angol környezetvédelmi szótár (2013)
- Ha nem lenne, ki kéne találni. Tudatosságteremtő mesék útkereső közösségeknek; szerk. Kovács Kinga, ill. Gévai Csilla; Védegylet–Katalizátor, Bp., 2016